# Wojciech Wójcik
Wojciech Wójcik, nascut Jerzy Wojciech Wójcik (Varsòvia, 1 de gener de 1943 - 1 de febrer de 2018) va ser un guionista i director de cinema i televisió polonès. Creador dels llargmetratges Karate po polsku, Trójkąt bermudzki i Tam i z powrotem, així com de les populars sèries Ekstradycja (1995-1998), Sfora (2002) i Fałszerze – powrót Sfory (2006).
Va ser considerat un especialista en cinema d'acció.

## Biografia
Va néixer l'1 de gener de 1943 a Varsòvia. El seu pare era Zygmunt Wójcik, director de producció de moltes pel·lícules i sèries de televisió poloneses.
El 1967 es va graduar al Departament de Direcció de l'Escola Superior Estatal de Cinema, Televisió i Teatre de Łódź, obtenint el seu diploma el 1969.
Durant més d'una dècada, va treballar com a segon director en obres d'altres artistes, com Kazimierz Kutz, Stanisław Różewicz, Jerzy Kawalerowicz i Jerzy Hoffman. Va fer el seu debut com a director el 1981 amb el drama psicològic Okno.
Un any més tard, va fer Karate po polsku, una pel·lícula dramàtica ambientada al camp de Masúria. El 1985 va crear el drama de guerra Sam pośród swoich. En els anys següents, Wójcik va fer històries de crim no convencionals: el 1987, Prywatne śledztwo i el 1988, Trójkąt bermudzki. El drama Trzy dni bez wyroku (1991) amb Artur Żmijewski en el paper d'un menor d'una casa penitenciaria que intentava trencar amb el passat, també va ser ben rebut.
La sèrie Ekstradycja produïda el 1995 per a la televisió polonesa va ser un gran èxit. Després de la primera sèrie d'aventures de sis episodis del comissari de policia Olgierd Halski (Marek Kondrat), se'n van crear dos més els anys següents. Al tombant del mil·lenni, Wójcik va tornar a fer pel·lícules de cinema. El 1999 va fer Ostatnia misja, i el 2001 Tam i z powrotem, ambientat en les realitats de la República Popular de Polònia. Per a la segona d'aquestes pel·lícules, va guanyar el premi a la direcció al 27è Festival de Cinema Polonès.
Les últimes produccions del director inclouen projectes relacionats amb la sèrie Sfora i la comèdia romàntica Randka w ciemno del 2009. També va participar en la producció de la sèrie Czas honoru.
Per decisió del president de la República de Polònia del 18 d'octubre de 2002, pels seus serveis al desenvolupament de la televisió polonesa, se li va concedir la Creu d'Or al Mèrit. El 2014, va rebre el premi Crystal Boar per la seva trajectòria al Festival de Direcció de Cinema de Świdnica.
Va morir l'1 de febrer de 2018 a Varsòvia. El 12 de febrer de 2018 va ser enterrat al cementiri militar de Powązki a Varsòvia (secció D24-1-4).

## Filmografia

### Cinema
- Gościnny występ (telefilm, 1973, també guionista)
- Okno (1981)
- Karate po polsku (1982)
- Sam pośród swoich (1985, també guionista)
- Prywatne śledztwo (1987, també guionista)
- Trójkąt bermudzki (1988, també guionista i argument)
- Zabić na końcu (1990, també guionista i argument)
- Trzy dni bez wyroku (1991, també guionista i argument)
- Ostatnia misja (1999, també guionista i argument)
- Tam i z powrotem (2001, també idea per a la pel·lícula)
- Bez litości (2002)
- Randka w ciemno (2009)

### Televisió
- Ekstradycja (1995, tots els episodis, també guionista)
- Ekstradycja 2 (1996, tots els episodis, també guionista)
- Ekstradycja 3 (1998, tots els episodis, també guionista)
- Sfora (2002, tots els episodis, també guionista)
- Na dobre i na złe (2004, 11 episodis)
- Fałszerze – powrót Sfory (2006, tots els episodis, també guionista)
- Czas honoru (2008, 12 episodis)
- Prawdziwe życie (dokumental, 2013, també guionista)